# Nowhere Else to Roam
Nowhere Else to Roam – dwunasta trasa koncertowa zespołu Metallica, w jej trakcie odbyło się siedemdziesiąt osiem koncertów.

## Program koncertów
1. Creeping Death
2. Harvester of Sorrow
3. Welcome Home (Sanitarium)
4. Sad But True
5. Of Wolf And Man
6. The Unforgiven
7. Justice Medley:
  1. Eye of the Beholder
  2. Blackened
  3. The Frayed Ends Of Sanity
  4. …And Justice for All

1. For Whom The Bell Tolls
2. Fade to Black
3. Master of Puppets
4. Seek & Destroy
5. Nothing Else Matters
6. Wherever I May Roam
7. Am I Evil? (cover Diamond Head)
8. Last Caress (cover Misfits)
9. Battery
10. One
11. Enter Sandman

## Lista koncertów
Ameryka Północna
1. 22 stycznia 1993 – Kalamazoo, Michigan, Stany Zjednoczone – Wings Stadium
2. 23 stycznia 1993 – Toledo, Ohio, Stany Zjednoczone – John F. Savage Hall
3. 26 stycznia 1993 – Hershey, Pensylwania, Stany Zjednoczone – HersheyPark Arena
4. 28 stycznia 1993 – Iowa City, Iowa, Stany Zjednoczone – Carver-Hawkeye Arena
5. 29 stycznia 1993 – La Crosse, Wisconsin, Stany Zjednoczone – Center Arena
6. 31 stycznia 1993 – Rockford, Illinois, Stany Zjednoczone – Metro Centre
7. 1 lutego 1993 – Saginaw, Michigan, Stany Zjednoczone – Wendler Arena
8. 2 lutego 1993 – Dayton, Ohio, Stany Zjednoczone – Ervin J. Nutte Center
9. 4 lutego 1993 – Johnson City, Tennessee, Stany Zjednoczone – Freedom Hall
10. 5 lutego 1993 – Lexington, Kentucky, Stany Zjednoczone – Rupp Arena
11. 6 lutego 1993 – Greenville, Karolina Północna, Stany Zjednoczone – Memorial Auditorium
12. 9 lutego 1993 – Moncton, Kanada – Moncton Coliseum
13. 10 lutego 1993 – Halifax, Kanada – Metro Centre
14. 12 lutego 1993 – Montreal, Kanada – Forum
15. 13 lutego 1993 – Montreal, Kanada - Forum
16. 15 lutego 1993 – Amherst, Massachusetts, Stany Zjednoczone – Mullins Center
17. 17 lutego 1993 – Charleston, Karolina Południowa, Stany Zjednoczone – North Charleston Coliseum
18. 19 lutego 1993 – St. Petersburg, Floryda, Stany Zjednoczone – Bayfront Center Arena
19. 20 lutego 1993 – Fort Myers, Floryda, Stany Zjednoczone – Lee Civic Center
20. 21 lutego 1993 – Tallahassee, Floryda, Stany Zjednoczone – Leon Co. Civic Center
21. 25 lutego 1993 – Meksyk, Meksyk – Sports Palace
22. 26 lutego 1993 – Meksyk, Meksyk - Sports Palace
23. 27 lutego 1993 – Meksyk, Meksyk - Sports Palace
24. 1 marca 1993 – Meksyk, Meksyk - Sports Palace
25. 2 marca 1993 – Meksyk, Meksyk - Sports Palace
26. 12 marca 1993 – Honolulu, Hawaje, Stany Zjednoczone – Neal S. Blaisdell Center
27. 13 marca 1993 – Honolulu, Hawaje, Stany Zjednoczone - Neal S. Blaisdell Center

Japonia
1. 16 marca 1993 – Tokio – Yoyogi Olympic Pool
2. 17 marca 1993 – Tokio - Yoyogi Olympic Pool
3. 18 marca 1993 – Yokohama – Yokohama Arena
4. 21 marca 1993 – Fukuoka – Sun Palace
5. 22 marca 1993 – Osaka – Castle Hall
6. 23 marca 1993 – Nagoja – Century Hall

Nowa Zelandia
1. 26 marca 1993 – Auckland – The Supertop

Australia
1. 27 marca 1993 – Sydney, Entertainment Centre
2. 29 marca 1993 – Brisbane, Entertainment Centre
3. 31 marca 1993 – Sydney, Entertainment Centre
4. 1 kwietnia 1993 – Sydney, Entertainment Centre
5. 3 kwietnia 1993 – Melbourne, National Tennis Centre
6. 4 kwietnia 1993 – Melbourne, National Tennis Centre
7. 5 kwietnia 1993 – Adelaide, Entertainment Centre
8. 7 kwietnia 1993 – Perth, Entertainment Centre
9. 8 kwietnia 1993 – Perth, Entertainment Centre

Azja Południowo-Wschodnia
1. 10 kwietnia 1993 – Dżakarta, Indonezja – Lebak Bulus Stadium
2. 11 kwietnia 1993 – Dżakarta, Indonezja - Lebak Bulus Stadium
3. 13 kwietnia 1993 – Singapur, Indoor Stadium
4. 15 kwietnia 1993 – Bangkok, Tajlandia – Thai Japanese Youth Center
5. 17 kwietnia 1993 – Manila, Filipiny – University Life Stadium

Ameryka Środkowa
1. 28 kwietnia 1993 – San Juan, Puerto Rico – Estadio Hiram Bithorn

Ameryka Południowa
1. 1 maja 1993 – São Paulo, Brazylia – Palmeiras Stadium
2. 2 maja 1993 – São Paulo, Brazylia, Palmeiras Stadium
3. 4 maja 1993 – Santiago, Chile – Velodromo
4. 7 maja 1993 – Buenos Aires, Argentyna – Velez Sarsfield Stadium
5. 8 maja 1993 – Buenos Aires, Argentyna - Velez Sarsfield Stadium

Europa
1. 19 maja 1993 – Hanower, Niemcy – Niedersachsenstadion
2. 20 maja 1993 – Düsseldorf, Niemcy – Rheinstadion
3. 22 maja 1993 – Mannheim, Niemcy – Maimarktgelande
4. 23 maja 1993 – Norymberga, Niemcy – Zeppelinfeld
5. 24 maja 1993 – Brno, Czechy – Stadion Za Lužánkami
6. 26 maja 1993 – Berlin, Niemcy – Waldbühne
7. 28 maja 1993 – Kopenhaga, Dania – Gentofte Stadium
8. 30 maja 1993 – Sztokholm, Szwecja – Stadion Olimpijski
9. 1 czerwca 1993 – Helsinki, Finlandia – park sportowy Oulunkylä
10. 5 czerwca 1993 – Milton Keynes, Anglia – Milton Keynes Bowl
11. 8 czerwca 1993 – Bratysława, Słowacja – SFC Inter Bratislava Stadium
12. 9 czerwca 1993 – Budapeszt, Węgry – MTK Stadium
13. 12 czerwca 1993 – Rotterdam, Holandia – Feijenoord Stadium
14. 13 czerwca 1993 – Paryż, Francja – Hippodrome de Vincences
15. 16 czerwca 1993 – Lizbona, Portugalia – Estádio José Alvalade
16. 18 czerwca 1993 – Madryt, Hiszpania – Rayo Vallecano
17. 20 czerwca 1993 – Bazylea, Szwajcaria – St. Jakob-Stadion
18. 22 czerwca 1993 – Turyn, Włochy – Stadio Delle Alpi
19. 25 czerwca 1993 – Stambuł, Turcja – BJK Inönü Stadium
20. 26 czerwca 1993 – Wiedeń, Austria – Praterstadion
21. 27 czerwca 1993 – Ateny, Grecja – Panionios Stadium
22. 30 czerwca 1993 – Tel Awiw, Izrael – park ha-Jarkon
23. 3 lipca 1993 – Torhout, Belgia – Rock Torhout
24. 4 lipca 1993 – Werchter, Belgia – Rock Werchter